# Sarah Noutcha
Sarah Noutcha (Strasburgo, 16 dicembre 1999) è una schermitrice francese, specializzata nella sciabola. Ha partecipato alle Olimpiadi 2024 di sciabola a squadre, arrivando al quarto posto, ed è stata campionessa europea nel 2025 di sciabola individuale e a squadre.

## Palmarès
- Mondiali

Il Cairo 2022: argento nella sciabola a squadre.
Tbilisi 2025: oro nella sciabola a squadre.
- Campionati europei

Adalia 2022: oro nella sciabola a squadre;
Basilea 2024: oro nella sciabola a squadre;
Genova 2025: oro nella sciabola individuale e a squadre.
- Universiadi

Napoli 2019: argento nella sciabola a squadre;
Chengdu 2023: oro nella sciabola a squadre e bronzo nella sciabola individuale.